# Groupe d'études et de recherches sur les mondialisations
Le GERM (Groupe d'études et de recherches sur les mondialisations) est une association à but non lucratif, œuvrant dans les domaines de la recherche, de l’éducation et de la formation,  fondé en 1999 par un groupe d’universitaires, d’artistes et de consultants de différentes disciplines et institutions.
Son réseau est représenté dans de nombreuses institutions scientifiques et culturelles de plus de soixante pays de tous les continents. Le GERM entend dépasser la réduction de « la mondialisation » au champ économique, et s’intéresse aux mondialisations en cours dans tous les champs, en particulier ceux de la culture, de l’éducation et des sciences. Il a pour objectifs généraux de :
- faire progresser la recherche pluridisciplinaire sur ces mondialisations ;
- former les citoyens à leur prise en compte dans leurs activités ;
- élaborer des propositions visant à une meilleure maîtrise des processus concernés par tous.

Une partie des travaux du GERM sont accessibles sur son site Internet www.mondialisations.org. Ce site vise, d’une part, à assurer une diffusion large et internationale des travaux du réseau transdisciplinaire du GERM, d’autre part, à stimuler ces travaux par la création d’un espace éditorial et d’outils innovants en rapport avec les problématiques étudiées.
Lancé en janvier 2001, ce site est accessible en cinq langues (espagnol, anglais, portugais, allemand et français), et il offre au public sans aucun péage plus de 25 000 documents essentiels pour comprendre ce que les mondialisations signifient aujourd’hui sous leurs différentes figures.